# JSON Web Encryption
Pour les articles homonymes, voir JWE.
JSON Web Encryption (JWE) est une norme de l'IETF qui fournit une syntaxe standardisée pour l'échange de données chiffrées, basée sur JSON et Base64. Elle est définie par la RFC 7516. Avec la signature Web JSON Web Signature (JWS), c'est l'un des deux formats possibles d'un JSON Web Token (JWT). JWE fait partie de la suite de protocoles JOSE JavaScript Object Signing and Encryption (JOSE).